# DpnII
DpnII是一種发现於細菌肺炎鏈球菌（Streptococcus pneumoniae，当时称为“肺炎双球菌”，Diplococcus pneumonia，故缩写为Dpn）的II型限制酶，其识别序列为
```
5'GATC
3'CTAG
```

切割产生的粘性末端为
```
5'---   GATC---3'
3'---CTAG   ---5'
```